# Opizio Pallavicini
Opizio Pallavicini (Genova, 15 ottobre 1632 – Roma, 11 febbraio 1700) è stato un cardinale italiano della Chiesa cattolica nominato da papa Innocenzo XI.

## Biografia
Talvolta citato anche come Opizio Pallavicino, nacque il 15 ottobre 1632 a Genova da nobile famiglia.
Ottenuto il dottorato in utroque iure e ricevuta l'ordinazione sacerdotale, durante il pontificato di papa Innocenzo X (1644-1655) si trasferì a Roma dove ricoprì l'incarico di referendario del Supremo Tribunale della Segnatura Apostolica di Grazia e Giustizia.
Governatore delle città di Ascoli Piceno, San Severino Marche, Orvieto, Montalto e Fermo.
Eletto arcivescovo titolare di Efeso il 27 febbraio 1668, nunzio apostolico in Toscana dal 1º giugno 1668; nunzio a Colonia dal 29 novembre 1672; nunzio in Polonia dal 30 settembre 1680; diede grande impulso alla lotta contro i turchi.
Elevato a cardinale presbitero nel concistoro del 2 settembre 1686 da papa Innocenzo XI; legato pontificio in Urbino dal 12 luglio 1688 sino al 1690, successivamente, il 14 novembre 1689 ricevette il titolo dei Santi Silvestro e Martino ai Monti. Partecipò al conclave del 1689 e, successivamente, il 28 novembre 1689 fu trasferito alla sede di Spoleto come arcivescovo a titolo personale. Dall'8 agosto 1691 fu a Osimo, sempre come arcivescovo a titolo personale; nello stesso anno partecipò anche al conclave che vide l'elezione di papa Innocenzo XII.
Morì a Roma l'11 febbraio 1700 presso palazzo Buratti, dove risiedeva.
È sepolto nel vestibolo dei sotterranei della chiesa di San Martino ai Monti.

## Successione apostolica
La successione apostolica è:
- Vescovo Paul Aussem (1677)
- Vescovo Hieronim Wierzbowski (1682)
- Vescovo Mikołaj Stefan Pac (1682)
- Vescovo Jakub Franciszek Dłuski, O.F.M.Conv. (1682)
- Arcivescovo Deodat Nersesowicz (1684)
- Vescovo Andrzej Chryzostom Załuski (1684)
- Vescovo Giorgio Spinola (1691)
- Vescovo Ludovico Masdoni (1691)